# Alessandro Antoldi
Alessandro Antoldi (Mantova, 29 aprile 1815 – Mantova, 21 marzo 1897) è stato un musicista professore di arpa italiano inventore dell'arpa a tastiera.

## Biografia
Antoldi sl laureò in discipline giuridiche, ma si dedicò principalmente all'insegnamento della musica, creando nel 1844 nella sua casa una scuola gratuita popolare di canto, che, con alterne fortune e interruzioni dovute anche alle vicende militari del Risorgimento italiano che interessavano la città di Mantova, proseguì fino a novembre 1861.
Nel 1864 ad Antoldi fu affidata la sezione musicale della Accademia Virgiliana. Istituì un corso di canto nel maggio 1864 successivamente esteso alla musica strumentale nel gennaio 1865.
L'evento che lo rese famoso tra i contemporanei fu l'invenzione dell'arpa a tastiera con la quale in luogo delle dita a pizzicare le corde era un meccanismo traversale alimentato da una tastiera da pianoforte.